# Émile Demangel
Émile Demangel (La Chapelle-aux-Bois, 20 de juny de 1882 - Xertigny, 20 d'octubre de 1968) va ser un ciclista francès. Es dedicà al ciclisme en pista i va córrer en els anys previs a la Primera Guerra Mundial.
El 1906 va prendre part en els Jocs Intercalats, on disputà dues proves del programa de ciclisme. Dos anys més tard, als Jocs Olímpics d'Estiu de Londres, fou l'abanderat francès i va disputar quatre proves del programa de ciclisme. Guanyà la medalla de plata en la prova de 660 iardes, per darrere de Victor Johnson i per davant de Karl Neumer. No tingué tanta sort en les altres proves que disputà. El mateix any va establir un rècord mundial en la contrarellotge de 500 metres i va guanyar una medalla de bronze en velocitat individual al Campionat del Món de ciclisme en pista.
Un carrer de Xertigny, on va morir l'any 1968, porta el seu nom.

## Palmarès
- 1908
  - 1r al Gran Premi de París en velocitat amateur
  -  Plata en la prova de 660 iardes dels Jocs Olímpics